# Río Naranjo
El río Naranjo es un corto río costero del suroccidente de Guatemala con una longitud de 105 km. Nace en la Sierra Madre en el departamento de San Marcos y descorre en dirección del sur, pasando por la ciudad de Coatepeque, en Quetzaltenango, atravesando la planicie costera en el departamento de Retalhuleu para desembocar en el océano Pacífico. La cuenca del río Naranjo tiene una superficie de 1273 km², y tiene una población de aproximadamente 272 611 habitantes.